# Cementiri de Mítino
El cementiri de Mítino (en rus: Ми́тинское кла́дби́е) és un cementiri situat al districte nord-occidental de Moscou, on s'hi va establir el 15 de setembre de 1978. Té una superfície total de 1.080.000m2, i s'hi troben enterrades diverses figures culturals, científiques i militars soviètiques i russes. A Mítino hi ha enterrat el grup de 28 bombers que van morir per la radiació dels incendis de l'accident de Txernòbil, així com de 4 altres treballadors de la central que van morir en la catàstrofe. Disposa d'una zona d'enterrament per a musulmans, i una altra per a cristians on hi ha una església ortodoxa. El cementiri celebra dues cerimònies funeràries anuals, el 26 d'abril en memòria de la gesta dels liquidadors de l'accident de Txernòbil, i el 3 de setembre en memòria de les víctimes de la massacre de Beslan.